# Mistral (ブランド)
Mistral（ミストラル）とは、1976年にオランダで創立されたウォータースポーツブランド。
日本でのMistralのアパレル事業は2019年よりスタートした。

## 沿革
1976年にオランダで創業されたミストラルは、ウィンドサーフィンの分野で一世を風靡。1980年代には、オリンピックのセーリング・ウィンドサーフィン分野において、「ウィンドサーフィン・ミストラル級」という種目名になるほど、有名となった。
セーリングの世界で一躍有名になったミストラルは現在では、SUP分野に進出し、現在もオランダをはじめとする全世界にてボード等のハードギアやアパレルの展開を行っている。

## ブランド名の由来
ミストラルは直訳すると「偏西風」だが、ブランドとしては南フランスのプロヴァンサル語である「見事な」という言葉を意味し、ロゴのブルーは空を「i」のドットの部分の赤（レッドドット）は太陽を意味する。

## 日本におけるアパレル製品
2019年に日本でのアパレル製品をスタートしている。"COASTAL LIFE（沿岸での生活）" をコンセプトに掲げ、「機能性」「素材」「デザイン性」の3つのテーマのもと、ウォータースポーツウェアの開発・生産・販売を行っている。